# KeyEast
 KEYEAST（韓語：키이스트）是韓國一間上市經紀公司，由韓國演員裴勇浚創辦，公司目標是同時進軍文化娛樂以及傳媒兩大領域，希望成為像AOL時代華納和迪士尼那樣的娛樂多媒體公司。因此，除了歌手演員的經紀業務、新人培訓外，還投资涉足多項领域，包括：影视制作、有线电视频道DATV 和KNTV、音乐、APP游戏、韩直购网盼达、化妆品事业等。

## 公司沿革

### 前身
- 2006年2月20日，裴勇浚自己的经纪公司BOF与韩国软银、IMX公司共同召开新闻发布会，三家公司将共同投资130亿韩元，入主上市公司OTTOWINTECH取得公司的经营权，并将公司更名为KEYEAST，其中裴勇浚个人出资90亿韩元，以37.5%的股份（144.7万股）成为公司最大股东。[7]

- 2006年7月，KEYEAST收购裴勇浚2004年所创办的BOF经纪公司，2009年12月KEYEAST合并子公司BOF。

### 發展
- 2008年，KEYEAST在日本成立“KEYEAST JAPAN”，並由已在日本上市、從事數位流通的數位風險公司Digital Adventure（簡稱DA）收購KEYEST在日本的分公司BOFi，而裴勇浚則将以BOFi股份转换成DA普通股的方式持有DA的股份，这可以看作是他将收购日本上市公司的一部分股份。[8]此後，KEYEAST进军日本电视传媒业。KEYEAST的日本下属公司DA获得了日总务省的批准，组建起专业娱乐电视台DATV，正式进军日本市场。
- 2011年，KEYEAST首次参与电视剧制作，与JYP娱乐、CJ E&M联合制作韩剧《Dream High》。
- 2011年4月8日，KEYEAST宣布和AM Entertainment、Star J Entertainment以及韓國三大娛樂公司的SM娛樂、YG娛樂、JYP娛樂等5大陣營攜手合作，成立United Asia Management（簡稱UAM）超大型國際經理人公司。同年10月11日，UAM更與中國華誼兄弟簽署戰略合作意向。[9]
- 2012年8月26日，KEYEAST正式成立影視製作子公司Content K。
- 2014年4月，KEYEAST和中国江苏卫视签署业务合作协议，商定共同制作韩流节目《带你看星星》，同年8月还和搜狐集团签署战略合作及投资协议，正式進軍中國市場。搜狐則以150億韓元的投資取得KEYEAST 6.4股份，成為繼裴勇浚後第二大股東。[10][11]
- 2014年6月，KEYEAST與日本子公司DA以195億韓元收購專門播放韓國電視劇及電視節目，在日本宣傳韓流文化的有線電視頻道KNTV。[12]
- 2016年8月12日，KEYEAST與SM娛樂正式簽訂合約，宣佈為了構建在多領域事業上的合作，雙方將以戰略夥伴關係開始廣泛合作，未來兩大公司將共用雙方的藝人、IP及其他資源，在電視劇、電影、MCN、大眾頻道等方面，進行廣泛地合作，提高作品的行業競爭力。同時SM日本子公司也表示，決定將向KEYEAST子公司DA投資近130億韓元。[13]
- KEYEAST方面在2017年5月26日通过官方立场正式宣布子公司Content Y将于7月1日正式成立，朴叙俊、韩智慧、李玹雨、李知勳等10余名演员将转签至旗下。KEYEAST方面表示：“此次成立子公司是演艺经纪事业持续及发展战略的一环。”“公司将與演员保持更加紧密的关系，为持续扩张事业发展，建立Content Y艺人经纪新体系，在业界树立新的模式而给予积极支持。”除了转签至Content Y的演员，Content Y还计划签约更多实力演员，并发掘具有多方面才能的新人。[14]Content Y的代表由在KEYEAST负责总管management 13年的杨根煥代表担任。[15]
- 2018年3月14日，SM娛樂收購Keyeast大股東兼最高戰略負責人(CSO)裴勇浚的股份，還包含子公司日本最大韓流放送Contents平台Digital Adventure（簡稱DA），同時裴勇浚也購入SM娛樂的新股，成為SM娛樂的主要股東之一。而5月14日收購程式結束，裴勇俊正式將其所持股份賣給SM娛樂。[16]
- 2019年6月，Awesome娛樂宣布收購KEYEAST旗下子公司CONTENT Y 100％股份，旗下演員將由Awesome娛樂管理[17]。

## 旗下藝人

### 男藝人
- 權智宇
- 裴正南
- 池賢俊
- 許亨圭
- 鄭旨桓
- 韩贤俊（2024年—）[18]
- 沈熙燮（2024年—）[19]
- 朴明勋（2025年—）[20]
- 車勝元（2025年—）[21]
- 李基泽（2025年—）[22]
- 朴相勋（2025年—）[23]

### 女藝人
- 姜漢娜
- 蔡貞安
- 韓善伙（前Secret成員）
- 金禮藝（2024年—）[24]
- 朴世真（2024年—）[25]
- 安炫贞（2024年—）[26]
- 斯蒂芬妮·李（2024年—）[27]
- 金喜愛（2025年—）[28]
- 徐正妍（2025年—）[29]
- 朴柔娜（2025年—）[30]
- 趙慧洹（2025年—）[31]
- 李主儐（2025年—）[32]

### ESteem
- 金真坤
- 白成哲
- 文珠妍

## 过往艺人
- 蘇志燮
- 奉太奎
- 黃倫碩
- 朴智彬
- 車道鎮
- 姜垚焕
- 崔江姬
- 尹英兒
- 林秀晶
- 李奈映
- 朴藝珍
- 朴恩斌
- 金旼序
- 李寶英
- 王智慧
- 李智雅
- 羅惠美
- 李英幼
- 權梨世
- 金秀妍
- 金正旭
- 柳相旭
- 李世娜
- 趙安
- 黃其天[註 2]
- TAG[註 3]
- 在錫[註 4]
- 朴敘俊
- 安昭熙
- 具荷拉
- 嚴正化
- 嚴泰雄
- 韓藝瑟
- 金智勳
- 李康民
- 徐孝琳
- 辛叡恩
- 洪洙賢
- 金秀賢
- 金賢重
- 鄭麗媛
- 蘇怡賢
- 印喬鎮
- 韓寶凜
- 孫淡妃
- 朱智勳
- 金志洙
- 趙宇麗
- 朴正妍（朝鲜语：박정연）
- 崔權
- 崔星俊
- 裴勇浚
- 金喜贊
- 孫賢周
- 尹亨烈
- 申潤燮
- 金惠仁
- 程海娜
- 趙恩裕
- 洪智允
- 禹棹奐
- 金施恩（2018年—2023年）[33]
- 金義聖
- 張瑞沅
- 高我星
- 金玺碧
- 美蘭
- 鄭恩彩
- 柳海真
- 李東輝
- 黃寅燁（—2023年）[34]
- 尹寶拉[35]
- 許元書[36]
- 曹寶兒
- 朴河宣
- 池慧元
- 李泰彬
- 朴秀真
- 郑星一
- 文佳煐
- 韓成敏
- 玄宇錫
- 尹鐘焄[37]
- 金宰澈
- 金東旭（2016年—2025年）[38]
- 金瑞亨[39]
- 黃世溫[40]
- 黃寶雲（2023年—2025年）[41]

Content Y
- 金道烷
- 李玹雨
- 韓智慧
- 韓道宇（朝鲜语：한도우）
- 洪勝範
- 楊惠智
- 鄭惠蓮
- 金藝智
- 白在宇
- 柳翰庇
- 崔智惠
- 張多允
- 李知勳

## 影視投資或製作

### 电视剧
- 2011年：KBS2《Dream High》
- 2012年：KBS2《Dream High 2》
- 2020年：SBS《Hyena》
- 2020年：Netflix《非常校護檔案》
- 2020年：MBN《我的危險妻子》
- 2020年：JTBC《Live On》
- 2020年：JTBC《Hush》
- 2021年：JTBC《具景伊》
- 2021年：JTBC《只一人》
- 2024年：JTBC《沒有秘密》[42]
- 2024年：TVING《我光明正大想成為灰姑娘》[43]
- 2024年：Coupang Play《家族计划》[44]
- 2025年：tvN《問問星星吧》
- 2025年：Disney+《揭密最前線》[45]
- 待定：《Illumination》
- 待定：《从视线开始》
- 待定：《Ring My Bell》
- 待定：《N分之1当作秘密》
- 待定：《选我吧，公主殿下》[46]
- 待定：《虎患娘娘》（호환마마）[47]
- 待定：《沉睡的医生》（더 슬리핑 닥터）[47]
- 待定：《杀手是美食家》（킬러는 미식가）[47]
- 待定：《房奴》（집팔이）[47]

#### Content K
2012年成立的影视制作子公司，2019年7月吸收合并。
- 2012年：KBS2《嗚啦啦夫婦》
- 2012年：KBS2《學校2013》
- 2013年：KBS2《秘密》
- 2014年：tvN《急診男女》
- 2014年：SBS《神的禮物－14天》
- 2015年：Mnet／tvN《七顛八起具海拉》
- 2015年：MBC《夜行書生》
- 2015年：KBS2《無理的前進》
- 2016年：tvN《吹笛子的男人》
- 2016年：KBS2《住在我家的男人》
- 2017年：OCN《Voice》
- 2018年：JTBC 《經常請吃飯的漂亮姐姐》
- 2018年：OCN《Voice2》
- 2019年：OCN《Voice 3》
- 2019年：tvN《精神病患者日記》

### 電影
- 2006年：《机器人之恋》（投资）
- 2008年：《爸爸，玛丽和我》（投资）
- 2013年：《美娜文具店》（投资）
- 2013年：《偉大的隱藏者》（制作）
- 2016年：《特別搜查：囚犯的信》（Contents K製作[48]）
- 2019年：《驅魔使者》（制作）
- 2021年：《謗法：在此矣》（制作）
- 2023年：《灵魂伴侣》（制作）

### 電視節目
- 2014年：江蘇衛視《帶你看星星》

## 外部連結
- Keyeast官方網站 （页面存档备份，存于）
- Keyeast Naver Post （页面存档备份，存于）